# Nichi Vendola

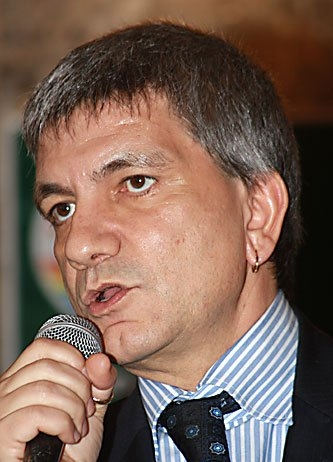
Nichi Vendola (2008)

Nicola „Nichi“ Vendola ([ˈniki ˈvɛndola]; * 26. August 1958 in Bari) ist ein italienischer Politiker. Er war von 2005 bis 2015 Präsident der Region Apulien und von 2009 bis 2016 Vorsitzender der Partei Sinistra Ecologia Libertà (SEL). Seit 2023 ist er Präsident der Sinistra Italiana.

## Leben

### Frühe politische Karriere
Vendola ist Sohn eines Postboten und einer Hausfrau. Sein Spitzname Nichi leitet sich einerseits vom Heiligen Nikolaus, Schutzpatron seiner Heimatstadt Bari, andererseits von Nikita Chruschtschow ab, den der kommunistische Vater wegen seiner Politik der Entstalinisierung schätzte. Mit vierzehn Jahren trat er dem Jugendverband der Partito Comunista Italiano (PCI) bei, dessen Sekretariat er von 1985 bis 1988 angehörte. Er studierte Literatur und Philosophie an der Universität Bari. In seiner Abschlussarbeit befasste er sich mit dem Werk des Dichters und Filmregisseurs Pier Paolo Pasolini. Anschließend arbeitete er als Redakteur bei der kommunistischen Parteizeitung L’Unità. Nichi Vendola war 1978 einer der ersten italienischen Politiker, die sich offen zu ihrer Homosexualität bekannten. Überdies wurde er in den 1980er-Jahren durch sein Engagement in der Liga gegen Aids und im schwul-lesbischen Kulturverband ARCIgay bekannt. Als gläubiger Katholik ist Vendola seit langem mit der christlichen Friedensbewegung verbunden. Zu seinen Arbeitsschwerpunkten gehört weiterhin der Einsatz für die Verbesserung der Lebensbedingungen von Behinderten, psychisch Kranken und Gefangenen.
1990 wurde er Mitglied des Zentralkomitees der PCI. Vendola gehörte zu den Anhängern Pietro Ingraos und lehnte die Umwandlung der Kommunistischen Partei in die Demokratische Linkspartei ab. Stattdessen beteiligte er sich 1991 an der Gründung der Partito della Rifondazione Comunista (PRC). Von 1992 bis 2005 gehörte er als Vertreter der Region Apulien bzw. des Wahlkreises von Bitonto der Abgeordnetenkammer an. Dort arbeitete Vendola im Untersuchungsausschuss zur Mafia und organisierten Kriminalität, dessen Sekretär er 1994–96 und stellvertretender Vorsitzender 1996–2001 war. Von 2001 bis 2005 war er Sprecher der Rifondazione Comunista im Ausschuss für Umwelt und öffentliche Arbeiten.

### Regionalpräsident und SEL-Vorsitzender
In seiner Heimatregion Apulien erzielte Vendola bei der Europawahl 2004 einen viel beachteten Erfolg, verzichtete dann aber auf das Mandat im EU-Parlament, um sich weiter der süditalienischen Politik zu widmen. Im Januar 2005 wurde Vendola durch eine Vorwahl (mit unerwartet hoher Beteiligung von etwa 80.000 Personen) überraschend zum Spitzenkandidaten der Allianz der Mitte-Links-Parteien (L’Unione) in Apulien nominiert. Damit gelangte durch das Votum der Basis erstmals ein Kommunist an die Spitze eines Mitte-links-Bündnisses. Aus der Regionalwahl vom 3./4. April 2005 ging Vendola mit 49,8 % gegen 49,2 % für den Mitte-rechts-Kandidaten Raffaele Fitto als Sieger hervor. Drei Wochen später trat er das Amt des Regionalpräsidenten von Apulien an.
Nach der Niederlage des Linksbündnisses La Sinistra – L’Arcobaleno bei der italienischen Parlamentswahl im April 2008 und dem Ausscheiden der PRC aus dem nationalen Parlament, schlug Vendola auf dem VII. Parteitag im Juli 2008 vor, dass die Kommunisten mit weiteren kleineren Linksparteien wie Sinistra Democratica, Unire la Sinistra (Umberto Guidoni) und Federazione dei Verdi fusionieren sollte. Damit konnte er sich jedoch nicht gegen den Parteivorsitzenden Fausto Bertinotti durchsetzen. Im Januar 2009 verließ Vendola mit seinen Unterstützern die PRC und gründete das Movimento per la Sinistra (MpS; Bewegung für die Linke). Dieses fusionierte – wie von Vendola geplant – im Dezember 2009 mit weiteren linken Gruppierungen zur Partei Sinistra Ecologia Libertà (SEL; Linke Ökologie Freiheit), deren Vorsitzender Vendola bis 2016 war.
Bei der Regionalwahl 28./29. März 2010 wurde er mit 48,7 % der Stimmen im Amt des Präsidenten Apuliens bestätigt. Der von Vendola verfügte Ausschluss von Ärzten, die aus Gewissensgründen keine Abtreibungen vornehmen, von Stellenausschreibungswettbewerben für das regionale Gesundheitswesen, fand in katholischen Kreisen wenig Anklang und wurde vom Verwaltungsgerichtshof als verfassungswidrig aufgehoben. Im Zuge der Eurokrise kritisierte Vendola im Juli 2011 in einem Gastartikel im britischen Guardian die Austeritätspolitik der Regierung Berlusconi. Vendola trat im November zur offenen Vorwahl des Mitte-links-Bündnisses (Italia. Bene Comune) um die Position des Spitzenkandidaten für die Parlamentswahl im Februar 2013 an. Mit rund 485.000 Stimmen (15,6 %) kam er auf Platz 3 hinter Pier Luigi Bersani und Matteo Renzi von der Partito Democratico (PD). Vendola wurde erneut in die italienische Abgeordnetenkammer gewählt, legte das Mandat aber nach vier Wochen nieder, um sich wieder auf sein Amt als Regionalpräsident zu konzentrieren.
Bei den Vorwahlen der Mitte-links-Parteien für die Regionalwahlen 2015 trat Vendola nicht mehr an. Zum Kandidaten wurde Michele Emiliano vom Partito Democratico gewählt, der die Wahl mit 48 % der Stimmen gewann und am 26. Juni 2015 die Nachfolge von Vendola antrat. Seine Partei SEL fusionierte Ende 2016 mit weiteren linken Gruppierungen – darunter Futuro a Sinistra von Stefano Fassina, einer Linksabspaltung von der PD – zur Sinistra Italiana (SI; Italienische Linke). Am 26. September 2023 wurde der Präsident der Sinistra Italiana gewählt.

### Privatleben
Seit 2004 lebt Vendola mit dem kanadischen Grafiker und Kreativberater Ed Testa zusammen. Das Paar hat seit 2016 einen Sohn, der von einer Leihmutter in Kalifornien geboren wurde. Vendola spielt eine Nebenrolle im 2009 veröffentlichten Film Focaccia blues des Regisseurs Nico Cirasola. Zudem schreibt er Gedichte und publizierte 2011 einen Band mit dem Titel Ultimo mare. Im Oktober 2018 erlitt er einen Herzinfarkt und bekam einen Stent gelegt.

## Rezeption
Der Rücktritt des langjährigen italienischen Ministerpräsidenten Silvio Berlusconi und die Eurokrise haben 2011 das Interesse der Öffentlichkeit mehr als in den Jahren zuvor auf Italien gelenkt. Zum Beispiel schrieb Die Zeit:

„Während Berlusconi Rom in ein Tollhaus verwandelte, entstand zum Beispiel im äußersten Südosten des Landes eine Alternative nicht nur zur Dekadenz berlusconischer Prägung, sondern auch zur Verknöcherung traditioneller Politik. Nichi Vendola, der Ministerpräsident der Region Apulien, hat seine Partei SEL (Linke, Ökologie, Freiheit) komplett über das Internet organisiert. Die Parteibücher für die mittlerweile 45.000 Mitglieder sind abgeschafft, dafür kann jeder im Netz seine Ideen und Aktionen vorstellen. Vendola, der seine politische Karriere als Jugendfunktionär der straff organisierten Kommunistischen Partei begann, hat alles vollständig auf die Basis gesetzt. Und er hat damit Erfolg. In Mailand gewann sein Kandidat überraschend die Bürgermeisterwahlen. Vendola selbst wurde in Apulien wiedergewählt, er gilt als einer der Anwärter auf die Führung der linken Mitte.
Besonders die jungen Italiener verbinden viele Hoffnungen mit ihm. Sie mögen Vendola, weil er unkonventionell auftritt und genauso unkonventionell lebt. Er ist gläubiger Katholik und Homosexueller, er ist links, aber nicht von gestern. Apulien steht, seitdem Vendola regiert, deutlich besser da als andere Regionen des Südens: Umweltschutz und Mülltrennung sind keine Fremdwörter, ebenso wie nachhaltiger Tourismus. Und die Mafia ist nicht so mächtig wie in Kalabrien oder Kampanien. Lokale Traditionen werden gepflegt, gleichzeitig bieten selbst in den abgelegensten Dörfern die Kommunen den Bürgern freies Internet.“

Die taz zitierte Vendola im Oktober 2011 mit den Worten:

„In Italien nennt man die politische Klasse eine "Kaste", das ist falsch. Die Politik ist nur der Wachposten des internationalen Finanzbusiness. Die alte radikale Linke hat sich genauso überlebt wie die reformistische. Was ich will, ist eine neue postideologische, pluralistische, populäre Linke, die sich vor allem auf das Neue, auf die Jungen und ihre Sprache einlässt.“

Die Huffington Post begann einen Artikel mit dem Satz „He has been called the Italian Barack Obama — an improbably elected official who has mobilized his country's youth in an Internet-driven movement of hope and change.“

## Schriften
- Es gibt ein besseres Italien. Manifest für eine neue Politik. Aus dem Italienischen von Friederike Hausmann und Petra Kaiser. München 2011. ISBN 978-3-88897-730-5.